# Cantone di Lamballe
Il Cantone di Lamballe è una divisione amministrativa dell'Arrondissement di Saint-Brieuc.
A seguito della riforma approvata con decreto del 13 febbraio 2014, che ha avuto attuazione dopo le elezioni dipartimentali del 2015, è passato da 11 a 12 comuni.

## Composizione
Gli 11 comuni facenti parte prima della riforma del 2014 erano:
- Andel
- Coëtmieux
- Lamballe
- Landéhen
- La Malhoure
- Meslin
- Morieux
- Noyal
- Pommeret
- Quintenic
- Saint-Rieul

Dal 2015 i comuni appartenenti al cantone sono passati a 12, ridottisi dal 1º gennaio 2016 a 11 per effetto della fusione del comune di Meslin col comune Lamballe:
- Andel
- Coëtmieux
- Hénansal
- Lamballe
- Landéhen
- La Malhoure
- Morieux
- Noyal
- Pommeret
- Quintenic
- Saint-Rieul